# روبرت جون روز
روبرت جون روز (بالإنجليزية: Robert John Rose)‏ هو كاهن كاثوليكي أمريكي، ولد في 28 فبراير 1930 في غراند رابيدز في الولايات المتحدة.